# Ягіяабад (Магаллат)
Ягіяабад (перс. يحيي اباد) — село в Ірані, у дегестані Бакерабад, в Центральному бахші, шахрестані Магаллат остану Марказі. За даними перепису 2006 року, його населення становило 0 осіб.

## Клімат
Середня річна температура становить 15,82°C, середня максимальна – 34,36°C, а середня мінімальна – -6,24°C. Середня річна кількість опадів – 195 мм.
| Клімат поселення                              | Клімат поселення | Клімат поселення | Клімат поселення | Клімат поселення | Клімат поселення | Клімат поселення | Клімат поселення | Клімат поселення | Клімат поселення | Клімат поселення | Клімат поселення | Клімат поселення | Клімат поселення |
| Показник                                      | Січ.             | Лют.             | Бер.             | Квіт.            | Трав.            | Черв.            | Лип.             | Серп.            | Вер.             | Жовт.            | Лист.            | Груд.            |                  |
| Середній максимум, °C                         | 10,92            | 13,97            | 18,53            | 24,40            | 29,34            | 33,23            | 34,36            | 33,38            | 29,31            | 23,40            | 17,11            | 10,97            |                  |
| Середня температура, °C                       | 2,35             | 5,38             | 9,96             | 15,83            | 20,77            | 24,66            | 28,09            | 27,11            | 23,06            | 17,13            | 10,84            | 4,71             |                  |
| Середній мінімум, °C                          | −6,24            | −3,18            | 1,36             | 7,25             | 12,20            | 16,06            | 21,82            | 20,84            | 16,78            | 10,87            | 4,57             | −1,57            |                  |
| Норма опадів, мм                              | 34               | 31               | 36               | 22               | 14               | 2                | 1                | 1                | 0                | 9                | 18               | 27               |                  |
| Середньомісячна швидкість вітру, м/с          | 1.81             | 2.10             | 2.95             | 3.06             | 2.87             | 2.68             | 3.02             | 2.54             | 2.27             | 2.33             | 1.80             | 1.45             |                  |
| Середньомісячна сонячна радіація, кДж/м²·день | 9642             | 12907            | 15443            | 18870            | 22646            | 26498            | 25975            | 24322            | 21195            | 15863            | 11501            | 9387             |                  |
| --------------------------------------------- | ---------------- | ---------------- | ---------------- | ---------------- | ---------------- | ---------------- | ---------------- | ---------------- | ---------------- | ---------------- | ---------------- | ---------------- | ---------------- |
| Джерело:                                      |                  |                  |                  |                  |                  |                  |                  |                  |                  |                  |                  |                  |                  |